# Lijst van landen in 1918
Hieronder volgt een lijst van landen van de wereld in 1918.

## Uitleg
- Op 1 januari 1918 waren er 48 erkende onafhankelijke staten (inclusief Andorra[1], exclusief dominions van het Britse Rijk en exclusief vazalstaten). In 1918 kwamen Finland, IJsland, Hongarije, Polen, Tsjecho-Slowakije, Luxemburg, Estland, Letland, Litouwen, Jemen, Georgië, Armenië, Azerbeidzjan en het Koninkrijk der Serviërs, Kroaten en Slovenen er als onafhankelijke staten bij.
- De in grote mate onafhankelijke Britse dominions zijn weergegeven onder het kopje dominions van het Britse Rijk.
- Alle de facto onafhankelijke staten zonder ruime internationale erkenning zijn weergegeven onder het kopje niet algemeen erkende landen.
- Afhankelijke gebieden en gebieden die vaak als afhankelijk gebied werden beschouwd, zijn weergegeven onder het kopje niet-onafhankelijke gebieden.
- Autonome gebieden, bezette gebieden en micronaties zijn niet op deze pagina weergegeven.

## Staatkundige veranderingen in 1918
- 4 januari: erkenning van de onafhankelijkheid van het Koninkrijk Finland.
- 14 januari: de niet erkende Volksrepubliek Krim wordt bezet door Rusland.
- 19 januari: uitroeping en enkele uren later weer beëindiging van de Russische Democratische Federatieve Republiek.
- 24 januari: de Democratische Republiek Moldavië verklaart zich onafhankelijk van Rusland.
- 25 januari: de Volksrepubliek Oekraïne (Nationale Republiek Oekraïne) verklaart zich onafhankelijk van Rusland.
- 28 januari: de Russische Sovjetrepubliek wordt de Russische Socialistische Federatieve Sovjetrepubliek.
- 28 januari: Koeban verklaart zich onafhankelijk van Rusland.
- 28 januari: oprichting van de Socialistische Radenrepubliek Finland.
- 12 februari: de Sovjetrepubliek Donetsk-Krivoj Rog verklaart zich onafhankelijk van Rusland.
- 13 februari: Zweedse bezetting van Åland.
- 24 februari: Estland wordt onafhankelijk van Rusland.
- 26 februari: de Socialistische Republiek Naissaar wordt door Duitsland bezet.
- 20 maart: de Sovjetrepubliek Donetsk-Krivoj Rog wordt weer bezet door Rusland.
- 8 maart: het Hertogdom Koerland en Semgallen wordt gecreëerd als een Duitse vazalstaat.
- 19 maart: uitroeping van de Socialistische Sovjetrepubliek Taurida.
- 23 maart: Duitsland erkent het Koninkrijk Litouwen (Duitse vazalstaat).
- 25 maart: de Volksrepubliek Wit-Rusland verklaart zich onafhankelijk, maar is in feite een Duitse vazalstaat.
- 9 april: de Democratische Republiek Moldavië sluit zich aan bij Roemenië.
- 18 april: Duitse troepen bezetten de Socialistische Sovjetrepubliek Taurida.
- 22 april: Transkaukasische Democratische Federatieve Republiek verklaart zich onafhankelijk van Rusland.
- 25 april: einde van de Socialistische Radenrepubliek Finland.
- 29 april: de Duitse vazalstaat Volksrepubliek Oekraïne wordt de Oekraïense Staat.
- 18 mei: de Republiek Don verklaart zich onafhankelijk van Rusland.
- 26 mei: Georgië stapt uit de Transkaukasische Democratische Federatieve Republiek.
- 28 mei: uiteenvallen van de Transkaukasische Federatie in Armenië en Azerbeidzjan.
- 25 juni: oprichting van het Duitse protectoraat Regionale Regering van de Krim.
- 29 juni: oprichting van de Voorlopige Regering van Autonoom Siberië.
- 17 juli: de Republiek Siberië verklaart zich onafhankelijk van Rusland.
- 1 augustus: de Centraal-Kaspische Dictatuur wordt in Bakoe opgericht.
- 15 september: de Centraal-Kaspische Dictatuur wordt veroverd door Ottomaanse-Azerbeidzjaanse troepen.
- 19 oktober: West-Oekraïne verklaart zich onafhankelijk van Oostenrijk-Hongarije.
- 22 september: het Hertogdom Koerland en Semgallen gaat op in het Verenigd Baltisch Hertogdom.
- 23 september: oprichting van de Voorlopige Regering van Alle Russen.
- 28 oktober: de Staat van Slovenen, Kroaten en Serven wordt onafhankelijk van Oostenrijk-Hongarije.
- 28 oktober: Tsjecho-Slowakije wordt onafhankelijk van Oostenrijk-Hongarije.
- 30 oktober: Jemen wordt onafhankelijk van het Ottomaanse Rijk.
- 30 oktober: oprichting van de Republiek Zakopane.
- Oktober: Montenegro wordt onafhankelijk van Oostenrijk-Hongarije.
- Oktober: Servië wordt onafhankelijk.
- Oktober: einde van de Zweedse bezetting van Åland.
- 1 november: de Banater Republiek wordt de facto onafhankelijk.
- 2 november: de Republiek Litouwen wordt onafhankelijk (voorheen de Duitse vazalstaat Koninkrijk Litouwen).
- 4 november: de Republiek Komancza verklaart zich onafhankelijk van Oostenrijk-Hongarije.
- 6 november: uitroeping van de Republiek Tarnobrzeg.
- 9 november: het Duitse Keizerrijk wordt het Duitse Rijk.
- 10 november: Elzas-Lotharingen verklaart zich onafhankelijk van Duitsland.
- 10 november: uitroeping van de Republiek Ostrów.
- 11 november: Polen wordt onafhankelijk (voorheen vazalstaat Regentschapskoninkrijk Polen.
- 11 november: Duitse troepen trekken zich terug uit België, waarmee een einde komt aan het Keizerlijke Duitse Generaal Gouvernement van België.
- 12 november: einde van Oostenrijk-Hongarije. Het land wordt opgevolgd door Duits-Oostenrijk.
- 14 november: einde van de Duitse protectie over de Regionale Regering van de Krim.
- 15 november: de Banater Republiek wordt door Servië ingenomen.
- 16 november: Hongarije wordt onafhankelijk (voorheen deel van Oostenrijk-Hongarije.
- 16 november: einde van de Republiek Zakopane.
- 18 november: Letland wordt onafhankelijk. Einde van het Verenigd Baltisch Hertogdom.
- 22 november: Duitsland trekt zich terug uit de vazalstaat Luxemburg. Luxemburg wordt weer onafhankelijk.
- 22 november: Elzas-Lotharingen wordt ingenomen door Frankrijk.
- 26 november: Montenegro sluit zich aan bij Servië.
- 26 november: einde van de Republiek Ostrów.
- 29 november: oprichting van de Russische vazalstaat Commune van Werkende Mensen van Estland.
- November: einde van de Republiek Siberië.
- November: oprichting van de Republiek Perloja.
- 1 december: de Staat van Slovenen, Kroaten en Serven verenigt zich met Servië en wordt het Koninkrijk der Serven, Kroaten en Slovenen (Joegoslavië).
- 1 december: stichting van de Ottomaanse vazalstaat Republiek Kars.
- 1 december: IJsland wordt onafhankelijk, maar blijft nog wel in personele unie met Denemarken verbonden.
- 5 december: uitroeping van de Republiek Lemko (voormalig onderdeel van Oostenrijk-Hongarije).
- 14 december: de Duitse vazalstaat Oekraïense Staat wordt weer de de facto onafhankelijke Volksrepubliek Oekraïne (Nationale Republiek Oekraïne).
- 16 december: oprichting van de Litouwse Socialistische Sovjetrepubliek (als Russische vazalstaat).
- 17 december: oprichting van de Letse Socialistische Sovjetrepubliek (als Russische vazalstaat).
- December: Idel-Oeral gaat weer deel uitmaken van Rusland.
- December: de Republiek Aras verklaart zich onafhankelijk van Azerbeidzjan.
- Kathiri wordt een Brits protectoraat (onderdeel van het Protectoraat Aden).

## Algemeen erkende landen

### A
| Korte landsnaam (Nederlands) | Officiële landsnaam (Nederlands)     | Korte landsnaam (oorspronkelijke taal/talen) |
| ---------------------------- | ------------------------------------ | -------------------------------------------- |
| Andorra                      | Vorstendom Andorra                   | Catalaans: Andorra                           |
| Argentinië                   | Republiek Argentinië                 | Spaans: Argentina                            |
| Armenië (vanaf 28 mei)       | Democratische Republiek Armenië      | Armeens: Hayastan / Հայաստան                 |
| Azerbeidzjan (vanaf 28 mei)  | Democratische Republiek Azerbeidzjan | Azerbeidzjaans: Azərbaycan                   |

### B
| Korte landsnaam (Nederlands) | Officiële landsnaam (Nederlands)               | Korte landsnaam (oorspronkelijke taal/talen) |
| ---------------------------- | ---------------------------------------------- | -------------------------------------------- |
| België                       | Koninkrijk België                              | Frans: Belgique Nederlands: België           |
| Bolivia                      | Republiek Bolivia                              | Spaans: Bolivia                              |
| Brazilië                     | Republiek van de Verenigde Staten van Brazilië | Portugees: Brasil                            |
| Bulgarije                    | Koninkrijk Bulgarije                           | Bulgaars: Bălgarija / България               |

### C
| Korte landsnaam (Nederlands) | Officiële landsnaam (Nederlands) | Korte landsnaam (oorspronkelijke taal/talen) |
| ---------------------------- | -------------------------------- | -------------------------------------------- |
| Chili                        | Republiek Chili                  | Spaans: Chile                                |
| China                        | Republiek China                  | Mandarijn: Zhongguo / 中國                   |
| Colombia                     | Republiek Colombia               | Spaans: Colombia                             |
| Costa Rica                   | Republiek Costa Rica             | Spaans: Costa Rica                           |
| Cuba                         | Republiek Cuba                   | Spaans: Cuba                                 |

### D
| Korte landsnaam (Nederlands)                            | Officiële landsnaam (Nederlands) | Korte landsnaam (oorspronkelijke taal/talen) |
| ------------------------------------------------------- | -------------------------------- | -------------------------------------------- |
| Denemarken                                              | Koninkrijk Denemarken            | Deens: Danmark                               |
| Duits-Oostenrijk (vanaf 12 november)                    | Republiek Duits-Oostenrijk       | Duits: Deutsch-Österreich                    |
| Duitsland (tot 9 november) Duitsland (vanaf 9 november) | Duitse Rijk (Duitse Keizerrijk)  | Duits: Deutschland                           |

### E
| Korte landsnaam (Nederlands) | Officiële landsnaam (Nederlands) | Korte landsnaam (oorspronkelijke taal/talen) |
| ---------------------------- | -------------------------------- | -------------------------------------------- |
| Ecuador                      | Republiek Ecuador                | Spaans: Ecuador                              |
| El Salvador                  | Republiek El Salvador            | Spaans: El Salvador                          |
| Estland (vanaf 24 februari)  | Republiek Estland                | Estlands: Eesti                              |
| Ethiopië                     | Keizerrijk Ethiopië              | Amhaars: Ītyop'iya / ኢትዮጵያ                   |

### F
| Korte landsnaam (Nederlands) | Officiële landsnaam (Nederlands)                                                                         | Korte landsnaam (oorspronkelijke taal/talen) |
| --- | --- | -------------------------------------------- |
| Van 28 januari tot 25 april betwist door 2 regeringen: (tot 29 mei) Finland (vanaf 4 januari) (vanaf 29 mei) Finland (van 28 januari tot 25 april) | Koninkrijk Finland (vanaf 4 januari) Socialistische Radenrepubliek Finland (van 28 januari tot 25 april) | Fins: Suomi Zweeds: Finland                  |
| Frankrijk | Franse Republiek                                                                                         | Frans: France                                |

### G
| Korte landsnaam (Nederlands) | Officiële landsnaam (Nederlands)      | Korte landsnaam (oorspronkelijke taal/talen) |
| ---------------------------- | ------------------------------------- | -------------------------------------------- |
| Georgië (vanaf 26 mei)       | Democratische Republiek Georgië (DRG) | Georgisch: Sak'art'velo / საქართველო         |
| Griekenland                  | Koninkrijk Griekenland                | Grieks: Hellas / 'Ελλας                      |
| Guatemala                    | Republiek Guatemala                   | Spaans: Guatemala                            |

### H
| Korte landsnaam (Nederlands)  | Officiële landsnaam (Nederlands)  | Korte landsnaam (oorspronkelijke taal/talen) |
| ----------------------------- | --------------------------------- | -------------------------------------------- |
| Haïti                         | Republiek Haïti                   | Frans: Haïti                                 |
| Honduras                      | Republiek Honduras                | Spaans: Honduras                             |
| Hongarije (vanaf 16 november) | Democratische Republiek Hongarije | Hongaars: Magyarország                       |

### I
| Korte landsnaam (Nederlands) | Officiële landsnaam (Nederlands) | Korte landsnaam (oorspronkelijke taal/talen) |
| ---------------------------- | -------------------------------- | -------------------------------------------- |
| IJsland (vanaf 1 december)   | Koninkrijk IJsland               | IJslands: Ísland                             |
| Italië                       | Koninkrijk Italië                | Italiaans: Italia                            |

### J
| Korte landsnaam (Nederlands)   | Officiële landsnaam (Nederlands)           | Korte landsnaam (oorspronkelijke taal/talen)                     |
| ------------------------------ | ------------------------------------------ | ---------------------------------------------------------------- |
| Japan                          | Groot Keizerrijk Japan                     | Japans: Nihon / 日本                                             |
| Joegoslavië (vanaf 1 december) | Koninkrijk der Serven, Kroaten en Slovenen | Servo-Kroatisch: Jugoslavija / Југославија Sloveens: Jugoslavija |

### L
| Korte landsnaam (Nederlands)  | Officiële landsnaam (Nederlands) | Korte landsnaam (oorspronkelijke taal/talen) |
| ----------------------------- | -------------------------------- | -------------------------------------------- |
| Letland (vanaf 18 november)   | Republiek Letland                | Lets: Latvija                                |
| Liberia                       | Republiek Liberia                | Engels: Liberia                              |
| Liechtenstein                 | Vorstendom Liechtenstein         | Duits: Liechtenstein                         |
| Litouwen (vanaf 2 november)   | Republiek Litouwen               | Litouws: Lietuva                             |
| Luxemburg (vanaf 22 november) | Groothertogdom Luxemburg         | Duits: Luxemburg Frans: Luxembourg           |

### M
| Korte landsnaam (Nederlands)                 | Officiële landsnaam (Nederlands) | Korte landsnaam (oorspronkelijke taal/talen) |
| -------------------------------------------- | -------------------------------- | -------------------------------------------- |
| (tot 22 augustus) Mexico (vanaf 22 augustus) | Verenigde Mexicaanse Staten      | Spaans: México                               |
| Monaco                                       | Vorstendom Monaco                | Frans: Monaco                                |
| Montenegro (van oktober tot 26 november)     | Koninkrijk Montenegro            | Montenegrijns: Crna Gora / Црна Гора         |

### N
| Korte landsnaam (Nederlands) | Officiële landsnaam (Nederlands) | Korte landsnaam (oorspronkelijke taal/talen) |
| ---------------------------- | -------------------------------- | -------------------------------------------- |
| Nederland                    | Koninkrijk der Nederlanden       | Nederlands: Nederland                        |
| Nicaragua                    | Republiek Nicaragua              | Spaans: Nicaragua                            |
| Noorwegen                    | Koninkrijk Noorwegen             | Noors: Norge                                 |

### O
| Korte landsnaam (Nederlands)           | Officiële landsnaam (Nederlands)                                                                            | Korte landsnaam (oorspronkelijke taal/talen)             |
| -------------------------------------- | --- | -------------------------------------------------------- |
| Oostenrijk-Hongarije (tot 12 november) | In de Rijksraad Vertegenwoordigde Koninkrijken en Landen en de Landen van de Heilige Hongaarse Stefanskroon | Duits: Österreich-Ungarn Hongaars: Osztrák-Magyarország  |
| Ottomaanse Rijk                        | Sublieme Ottomaanse Staat                                                                                   | Osmaans: Devlet-i Âliyye-i Osmaniyye / دولتْ علیّه عثمانیّه |

### P
| Korte landsnaam (Nederlands) | Officiële landsnaam (Nederlands) | Korte landsnaam (oorspronkelijke taal/talen) |
| ---------------------------- | -------------------------------- | -------------------------------------------- |
| Panama                       | Republiek Panama                 | Spaans: Panamá                               |
| Paraguay                     | Republiek Paraguay               | Spaans: Paraguay                             |
| Peru                         | Peruviaanse Republiek            | Spaans: Perú                                 |
| Perzië                       | Sublieme Perzische Staat         | Perzisch: Irân / ایران                       |
| Polen (vanaf 11 november)    | Republiek Polen                  | Pools: Polska                                |
| Portugal                     | Portugese Republiek              | Portugees: Portugal                          |

### R
| Korte landsnaam (Nederlands)                                      | Officiële landsnaam (Nederlands) | Korte landsnaam (oorspronkelijke taal/talen) |
| ----------------------------------------------------------------- | --- | -------------------------------------------- |
| Roemenië                                                          | Koninkrijk Roemenië | Roemeens: România                            |
| (tot 14 april) Rusland (van 14 april tot 19 juli) (vanaf 19 juli) | Russische Sovjetrepubliek (tot 19 januari en van 19 januari tot 28 januari) Russische Democratische Federatieve Republiek (op 19 januari) Russische Socialistische Federatieve Sovjetrepubliek (vanaf 28 januari) | Russisch: Rossija / Россия                   |

### S
| Korte landsnaam (Nederlands)        | Officiële landsnaam (Nederlands) | Korte landsnaam (oorspronkelijke taal/talen) |
| ----------------------------------- | -------------------------------- | -------------------------------------------- |
| San Marino                          | Republiek San Marino             | Italiaans: San Marino                        |
| Servië (van oktober tot 1 december) | Koninkrijk Servië                | Servisch: Srbija / Србија                    |
| Siam                                | Koninkrijk Siam                  | Thai: Mueang Thai / เมืองไทย                  |
| Spanje                              | Koninkrijk Spanje                | Spaans: España                               |

### T
| Korte landsnaam (Nederlands)            | Officiële landsnaam (Nederlands)                            | Korte landsnaam (oorspronkelijke taal/talen) |
| --------------------------------------- | ----------------------------------------------------------- | -------------------------------------------- |
| Transkaukasië (van 22 april tot 28 mei) | Transkaukasische Democratische Federatieve Republiek (TDFR) | ЗКДФР /ZKDFR                                 |
| Tsjechoslowakije (vanaf 28 oktober)     | Tsjechoslowaakse Republiek                                  | Slowaaks en Tsjechisch: Československo       |

### U
| Korte landsnaam (Nederlands) | Officiële landsnaam (Nederlands) | Korte landsnaam (oorspronkelijke taal/talen) |
| ---------------------------- | -------------------------------- | -------------------------------------------- |
| Uruguay                      | Staat ten oosten van de Uruguay  | Spaans: Uruguay                              |

### V
| Korte landsnaam (Nederlands) | Officiële landsnaam (Nederlands)                    | Korte landsnaam (oorspronkelijke taal/talen) |
| ---------------------------- | --------------------------------------------------- | -------------------------------------------- |
| Venezuela                    | Verenigde Staten van Venezuela                      | Spaans: Venezuela                            |
| Verenigd Koninkrijk          | Verenigd Koninkrijk van Groot-Brittannië en Ierland | Engels: United Kingdom                       |
| Verenigde Staten             | Verenigde Staten van Amerika                        | Engels: United States                        |

### Z
| Korte landsnaam (Nederlands) | Officiële landsnaam (Nederlands) | Korte landsnaam (oorspronkelijke taal/talen)     |
| ---------------------------- | -------------------------------- | ------------------------------------------------ |
| Zweden                       | Koninkrijk Zweden                | Zweeds: Sverige                                  |
| Zwitserland                  | Zwitserse Bondsstaat             | Duits: Schweiz Frans: Suisse Italiaans: Svizzera |

## Andere landen

### Dominions van het Britse Rijk
De dominions van het Britse Rijk hadden een grote mate van onafhankelijkheid.
| Korte landsnaam (Nederlands) | Officiële landsnaam (Nederlands) | Korte landsnaam (oorspronkelijke taal/talen) |
| ---------------------------- | -------------------------------- | -------------------------------------------- |
| Australië                    | Gemenebest Australië             | Engels: Australia                            |
| Canada                       | Dominion Canada                  | Engels en Frans: Canada                      |
| Newfoundland                 | Dominion Newfoundland            | Engels: Newfoundland                         |
| Nieuw-Zeeland                | Dominion Nieuw-Zeeland           | Engels: New Zealand                          |
| Unie van Zuid-Afrika         | Unie van Zuid-Afrika             | Engels: South Africa Nederlands: Zuid-Afrika |

### Landen binnen de grenzen van het Ottomaanse Rijk
In onderstaande lijst zijn landen opgenomen die waren uitgeroepen in het gebied dat officieel behoorde tot het Ottomaanse Rijk, maar die de facto onafhankelijk waren door het uiteenvallen van het Ottomaanse Rijk. Najran (een protectoraat van Jemen) is vanaf 30 oktober niet apart in onderstaande lijst opgenomen.
| Korte landsnaam (Nederlands) | Officiële landsnaam (Nederlands)                                    | Korte landsnaam (oorspronkelijke taal/talen) |
| ---------------------------- | ------------------------------------------------------------------- | -------------------------------------------- |
| Asir (ook wel: Neder-Asir)   | Idrisidenemiraat Asir                                               | Arabisch: ʿAsīr / عسير                       |
| Bayda                        | Sultanaat Bayda (ook wel: Beda / Baidah)                            | Arabisch: Al-Bayḍā / ٱلْبَيْضَاء                 |
| Hail                         | Emiraat Hail (ook wel: Emiraat Jebel Shammar / Emiraat Al Rashid)   | Arabisch: Ḥā'il / حائل                       |
| Hidjaz                       | Koninkrijk Hidjaz                                                   | Arabisch: al-Ḥiǧāz / الحجاز                  |
| Jemen (vanaf 30 oktober)     | Mutawakkilitisch Koninkrijk Jemen                                   | Arabisch: al-Yaman / اليمن                   |
| Kathiri (tot 1918)           | Kathiristaat Seiyun in Hadramaut (ook wel: Sultanaat Kathiri)       | Arabisch: al-Kathīrī / الكثيري               |
| Nadjd en Hasa                | Emiraat Nadjd en Hasa                                               | Arabisch: Najd wal-Āḥsā‘ / نجد والأحساء      |
| Najran (tot 30 oktober)      | Vorstendom Najran                                                   | Arabisch: Najran / نجران                     |
| Opper-Asir                   | Sjeikdom Opper-Asir                                                 | Arabisch:                                    |
| Qasimiden (tot 30 oktober)   | Imamaat van de Qasimiden (Imamaat Jemen / Imamaat van de Zaidieten) | Arabisch:                                    |

### Niet algemeen erkende landen
In onderstaande lijst zijn landen opgenomen die een ruime internationale erkenning misten, maar wel de facto onafhankelijk waren en de onafhankelijkheid hadden uitgeroepen.
| Korte landsnaam (Nederlands)                                          | Officiële landsnaam (Nederlands)                                     | Korte landsnaam (oorspronkelijke taal/talen)                                                                                         |
| --------------------------------------------------------------------- | -------------------------------------------------------------------- | --- |
| Alaş                                                                  | Autonoom Alaş                                                        | Kazachs en Russisch: Alaş / Алаш |
| Araxirepubliek (vanaf december)                                       | Republiek van de Aras                                                | Azerbeidzjaans: Araz Respublikası |
| Aussa                                                                 | Afar Sultanaat Aussa (ook wel: Sultanaat Awsa)                       | Afar: Awsa Arabisch: سلطنة عفر |
| Banater Republiek (van 1 tot 15 november)                             | Banater Republiek                                                    | Duits: Banater Republik Hongaars: Bánáti köztársaság Servisch: Banatska republika / Банатска република Roemeens: Republica bănăţeană |
| Bergrepubliek                                                         | Bergrepubliek van de Noordelijke Kaukasus                            | Russisch: Горская республика |
| Centraal-Kaspische Dictatuur (van 1 augustus tot 15 september)        | Centraal-Kaspische Dictatuur                                         | Russisch: Diktatura Tsentrokaspiya / Диктатура Центрокаспия                                                                          |
| Derwisjstaat                                                          | Derwisjstaat                                                         | Arabisch: دولة الدراويش Somalisch: Daraawiish                                                                                        |
| Don (vanaf 18 mei)                                                    | Almachtige Leger van Don (Republiek Don)                             | Oekraïens: Донська Республіка Russisch: Donskaja Respoeblika / Донская Республика                                                    |
| Elzas-Lotharingen (van 10 tot 22 november)                            | Republiek Elzas-Lotharingen                                          | Duits: Elsaß-Lothringen Frans: Alsace-Lorraine                                                                                       |
| Finland (tot 4 januari)                                               | Koninkrijk Finland                                                   | Fins: Suomi Zweeds: Finland |
| Idel-Oeral (tot december)                                             | Staat Idel-Oeral                                                     | Tataars: İdel-Ural |
| Koeban (vanaf 28 januari)                                             | Volksrepubliek Koeban                                                | Oekraïens: Kuban / Кубань Russisch: Kuban / Куба́нь                                                                                   |
| Komancza (vanaf 4 november)                                           | Republiek Komancza                                                   | Oekraïens: Команча |
| Krim (vanaf 14 november)                                              | Krimse Regionale Regering                                            | Duits: Krim Krim-Tataars: Qırım Oekraïens: Krym / Крим Russisch: Krym / Крым                                                         |
| Krim (tot 14 januari)                                                 | Volksrepubliek van de Krim                                           | Krim-Tataars: Qırım Russisch: Krym / Крым                                                                                            |
| Lemko (vanaf 5 december)                                              | Roetheense Volksrepubliek Lemko (Republiek Lemko)                    | Lemkos: Ruska Narodna Respublika Lemkiv                                                                                              |
| Moldavië (van 24 januari tot 9 april)                                 | Democratische Republiek Moldavië                                     | Moldavisch: Moldova |
| Naissaar (tot 26 februari)                                            | Socialistische Republiek Naissaar                                    | |
| Marokko                                                               | Sultanaat Marokko                                                    | Arabisch: al-Maghrib / المغرب |
| Mongolië                                                              | Staat Mongolië (Bogd Kanaat Mongolië)                                | Mongools: Mongol Uls / Монгол Улс /                                                                                                  |
| Oekraïne (van 25 januari tot 9 februari en vanaf 14 december)         | Oekraïense Volksrepubliek (Oekraïense Nationale Republiek)           | Oekraïens: Ukrajina (UNR) / Україна (УНР)                                                                                            |
| Ostrów (van 10 tot 26 november)                                       | Republiek Ostrów                                                     | Pools: Ostrów |
| Perloja (vanaf november)                                              | Republiek Perloja                                                    | Litouws: Perloja |
| Staat van Slovenen, Kroaten en Serven (van 28 oktober tot 1 december) | Staat van Slovenen, Kroaten en Serven                                | Servo-Kroatisch: Država Slovenaca, Hrvata i Srba / Држава Словенаца, Хрвата и Срба Sloveens: Država Slovencev, Hrvatov in Srbov      |
| Tarnobrzeg (vanaf 6 november)                                         | Republiek Tarnobrzeg                                                 | Pools: Tarnobrzeg |
| Tibet                                                                 | Tibet                                                                | Tibetaans: Bod / བོད་ |
| West-Oekraïne (vanaf 19 oktober)                                      | West-Oekraïense Volksrepubliek (West-Oekraïense Nationale Republiek) | Oekraïens: Західно-Українська Народна Республика (ЗУНР) / Zakhidno-Ukrayins’ka Narodna Respublyka (ZUNR)                             |
| Zaianen                                                               | Confederatie van de Zaianen                                          | Atlas-Tamazight: Azayi / ⴰⵥⴰⵢⵢⵉ |
| Zakopane (van 30 oktober tot 16 november)                             | Republiek Zakopane                                                   | Pools: Zakopane |

## Niet-onafhankelijke gebieden
Hieronder staat een lijst van afhankelijke gebieden.

### Amerikaanse niet-onafhankelijke gebieden
De Filipijnen en Porto Rico waren organized unincorporated territories, wat wil zeggen dat het afhankelijke gebieden waren van de Verenigde Staten met een bepaalde vorm van zelfbestuur. Daarnaast waren er nog een aantal unorganized unincorporated territories. Deze gebieden waren ook afhankelijke gebieden van de VS, maar kenden geen vorm van zelfbestuur. Alaska en Hawaï waren als organized incorporated territories een integraal onderdeel van de VS en zijn derhalve niet in onderstaande lijst opgenomen.
Diverse eilandgebieden werden door de Verenigde Staten geclaimd als unorganized unincorporated territories, maar werden door andere landen bestuurd. De eilandgebieden Fanning, Nukufetau, Nukulaelae, Funafuti, Niulakita en Washington vielen onder het bestuur van het Verenigd Koninkrijk als onderdeel van de Gilbert en Ellice-eilanden. De eilandgebieden Atafu, Bowditch en Nukunonu vielen onder het bestuur van het Verenigd Koninkrijk als onderdeel van de Unie-eilanden. De eilandgebieden Manihiki, Penrhyn, Pukapuka en Rakahanga vielen onder het bestuur van het Verenigd Koninkrijk als onderdeel van de Cookeilanden. De eilandgebieden Caroline, Flint, Jarvis, Kersteiland, Malden,  Starbuck en Vostok vielen als de Line-eilanden onder het bestuur van het Verenigd Koninkrijk. De eilandgebieden Baker, Birnie, Canton, Enderbury, Gardner, McKean, Phoenix en Sydney vielen als de Phoenixeilanden ook onder het bestuur van het Verenigd Koninkrijk. Minamitorishima (Marcus) stond onder het bestuur van Japan.
| Korte landsnaam (Nederlands)      | Status                               | Korte landsnaam (oorspronkelijke taal/talen)               |
| --------------------------------- | ------------------------------------ | ---------------------------------------------------------- |
| Amerikaanse Maagdeneilanden       | Unorganized unincorporated territory | Engels: United States Virgin Islands                       |
| Amerikaans-Samoa                  | Unorganized unincorporated territory | Engels: American Samoa                                     |
| Danger                            | Unorganized unincorporated territory | Engels: Danger Reef                                        |
| Filipijnen                        | Organized unincorporated territory   | Engels: Philippines Filipijns: Pilipinas Spaans: Filipinas |
| Guam                              | Unorganized unincorporated territory | Engels: Guam                                               |
| Howland                           | Unorganized unincorporated territory | Engels: Howland Island                                     |
| Johnston                          | Unorganized unincorporated territory | Engels: Johnston Atoll                                     |
| Midway                            | Unorganized unincorporated territory | Engels: Midway Islands                                     |
| Navassa                           | Unorganized unincorporated territory | Engels: Navassa Island                                     |
| Panamakanaalzone                  | Unorganized unincorporated territory | Engels: Panama Canal Zone                                  |
| Petreleilanden                    | Unorganized unincorporated territory | Engels: Petrel Islands                                     |
| Puerto Rico (ook wel: Porto Rico) | Organized unincorporated territory   | Engels en Spaans: Porto Rico                               |
| Quita Sueño                       | Unorganized unincorporated territory | Engels: Quitasueño Bank                                    |
| Roncador                          | Unorganized unincorporated territory | Engels: Roncador Bank                                      |
| Serrana                           | Unorganized unincorporated territory | Engels: Serrana Bank                                       |
| Serranilla                        | Unorganized unincorporated territory | Engels: Serranilla Bank                                    |
| Swains                            | Unorganized unincorporated territory | Engels: Swains Island                                      |
| Swaneilanden                      | Unorganized unincorporated territory | Engels: Swan Islands                                       |
| Wake                              | Unorganized unincorporated territory | Engels: Wake Island                                        |

### Australische niet-onafhankelijke gebieden
| Korte landsnaam (Nederlands) | Status             | Korte landsnaam (oorspronkelijke taal/talen) |
| ---------------------------- | ------------------ | -------------------------------------------- |
| Norfolk                      | Extern territorium | Engels: Norfolk Island                       |
| Papoea                       | Extern territorium | Engels: Papua                                |

### Belgisch-Duitse niet-onafhankelijke gebieden
Neutraal Moresnet was officieel een Belgisch-Duits condominium, maar werd tot november alleen door Duitsland bestuurd en daarna alleen door België.
| Korte landsnaam (Nederlands) | Status                                           | Korte landsnaam (oorspronkelijke taal/talen)                                                             |
| ---------------------------- | ------------------------------------------------ | --- |
| Neutraal Moresnet            | Condominium: Het Onverdeelde Gebied van Moresnet | Duits: Neutral-Moresnet Esperanto: Neŭtra Moresneto Frans: Moresnet neutre Nederlands: Neutraal Moresnet |

### Belgische niet-onafhankelijke gebieden
| Korte landsnaam (Nederlands) | Status  | Korte landsnaam (oorspronkelijke taal/talen)  |
| ---------------------------- | ------- | --------------------------------------------- |
| Belgisch-Congo               | Kolonie | Frans: Congo belge Nederlands: Belgisch-Congo |

### Brits-Franse gebieden
| Korte landsnaam (Nederlands) | Status      | Korte landsnaam (oorspronkelijke taal/talen)  |
| ---------------------------- | ----------- | --------------------------------------------- |
| Nieuwe Hebriden              | Condominium | Engels: New Hebrides Frans: Nouvelle-Hébrides |

### Britse niet-onafhankelijke gebieden
In onderstaande lijst zijn onder meer de Britse (kroon)kolonies en protectoraten weergegeven. Jersey, Guernsey en Man hadden als Britse Kroonbezittingen niet de status van kolonie, maar hadden een andere relatie tot het Verenigd Koninkrijk. Afghanistan, Bhutan, Brunei, de Gefedereerde Maleise Staten, Johor, Kedah, Kelantan, Perlis, Sarawak, Terengganu en Tonga stonden als protected states onder Britse protectie, maar waren, in tegenstelling tot daadwerkelijke protectoraten, grotendeels autonoom aangaande interne aangelegenheden. De Britse Salomonseilanden, Fiji (inclusief de Pitcairneilanden), de Gilbert- en Ellice-eilanden (inclusief de Unie-eilanden), de Phoenixeilanden, de Nieuwe Hebriden (een Brits-Frans condominium) en Tonga werden door één enkele vertegenwoordiger van de Britse Kroon bestuurd onder de naam Britse West-Pacifische Territoria, maar zijn wel apart in de lijst opgenomen. Basutoland, Beetsjoeanaland en Swaziland werden door een vertegenwoordiger (de gouverneur-generaal van Zuid-Afrika) bestuurd onder de naam High Commission Territories, maar zijn ook apart in de lijst opgenomen. Brits-Indië is de term die refereert aan het Britse gezag op het Indische subcontinent. Het bestond uit gebieden die onder direct gezag vielen van de Britse Kroon (het eigenlijke Brits-Indië) en vele semi-onafhankelijke vorstenlanden (princely states) die door hun eigen lokale heersers werden bestuurd, maar onderhorig waren aan de Britse kolonisator. Deze vorstenlanden staan niet in onderstaande lijst vermeld, maar zijn weergegeven op de pagina vorstenlanden van Brits-Indië. Brits-Birma en de stad Aden vielen ook onder Brits-Indië en staan derhalve niet apart in onderstaande lijst vermeld. Bahrein, Koeweit, Muscat en Oman, Qatar en de Verdragsstaten stonden onder Britse protectie en vielen als zodanig onder de Persian Gulf Residency in Bushehr dat deel uitmaakte van Brits-Indië. Deze landen hadden echter een grote mate van autonomie en zijn derhalve wel apart opgenomen. Noord-Borneo viel officieel onder de suzereiniteit van het Sultanaat Sulu, maar stond onder Britse protectie en is ook opgenomen in onderstaande lijst.
| Korte landsnaam (Nederlands)  | Status                                                                 | Korte landsnaam (oorspronkelijke taal/talen)                                                                  |
| ----------------------------- | ---------------------------------------------------------------------- | --- |
| Aden                          | Protectoraat                                                           | Arabisch: Maḥmiyyat ʿAdan / محمية عدن Engels: Aden Protectorate                                               |
| Afghanistan                   | Protected state: Emiraat Afghanistan                                   | Dari en Pasjtoe: Afghānestān / افغانستان Engels: Afghanistan                                                  |
| Anglo-Egyptisch Soedan        | Condominium                                                            | Arabisch: السودان الأنجلو مصري Engels: Anglo-Egyptian Sudan                                                   |
| Ascension                     | Overzees bezit                                                         | Engels: Ascension Island                                                                                      |
| Ashmorerif                    | Overzees bezit                                                         | Engels: Ashmore Reef                                                                                          |
| Bahama-eilanden               | Kroonkolonie                                                           | Engels: The Bahamas                                                                                           |
| Bahrein                       | Protected state                                                        | Arabisch: al-Bahrayn / البحرين Engels: Bahrain                                                                |
| Baker                         | Overzees bezit                                                         | Engels: Baker Island                                                                                          |
| Barbados                      | Kroonkolonie                                                           | Engels: Barbados                                                                                              |
| Basutoland                    | Kolonie                                                                | Engels: Basutoland                                                                                            |
| Beetsjoeanaland               | Protectoraat                                                           | Engels: Bechuanaland                                                                                          |
| Bermuda                       | Kroonkolonie                                                           | Engels: Bermuda                                                                                               |
| Bhutan                        | Protected state: Koninkrijk Bhutan                                     | Dzongkha: Druk Yul / འབྲུག་ཡུལ་ Engels: Bhutan                                                                   |
| Brits-Ceylon                  | Kroonkolonie                                                           | Engels: Ceylon                                                                                                |
| Britse Benedenwindse Eilanden | Kroonkolonie                                                           | Engels: British Leeward Islands                                                                               |
| Britse Bovenwindse Eilanden   | Kroonkolonie                                                           | Engels: British Windward Islands                                                                              |
| Britse Goudkust               | Kroonkolonie                                                           | Engels: Gold Coast                                                                                            |
| Britse Salomonseilanden       | Protectoraat                                                           | Engels: British Solomon Islands                                                                               |
| Brits-Guiana                  | Kroonkolonie                                                           | Engels: British Guiana                                                                                        |
| Brits-Honduras                | Kroonkolonie                                                           | Engels: British Honduras                                                                                      |
| Brits-Indië                   | Kroonkolonie                                                           | Engels: British Raj / Indian Empire / India                                                                   |
| Brits-Oost-Afrika             | Protectoraat                                                           | Engels: British East Africa                                                                                   |
| Brits-Somaliland              | Protectoraat                                                           | Engels: British Somaliland                                                                                    |
| Brunei                        | Protected state: Staat Brunei Darussalam                               | Engels en Maleis: Brunei                                                                                      |
| Cartier                       | Overzees bezit                                                         | Engels: Cartier Island                                                                                        |
| Cyprus                        | Bezet gebied                                                           | Engels: Cyprus                                                                                                |
| Egypte                        | Protectoraat: Sultanaat Egypte                                         | Arabisch: Miṣr / مصر Engels: Egypt                                                                            |
| Falklandeilanden              | Kroonkolonie                                                           | Engels: Falkland Islands                                                                                      |
| Fiji                          | Kolonie                                                                | Engels: Fiji                                                                                                  |
| Gambia                        | Protectoraat en Kroonkolonie                                           | Engels: The Gambia                                                                                            |
| Gefedereerde Maleise Staten   | Protected state                                                        | Engels: Federated Malay States Maleis: Negeri-negeri Melayu Bersekutu / نڬري٢ ملايو برسكوتو                   |
| Gibraltar                     | Kroonkolonie                                                           | Engels: Gibraltar                                                                                             |
| Gilbert- en Ellice-eilanden   | Kroonkolonie                                                           | Engels: Gilbert and Ellice Islands                                                                            |
| Guernsey                      | Brits Kroonbezit                                                       | Engels: Guernsey Frans: Guernesey                                                                             |
| Heard en McDonaldeilanden     | Overzees bezit                                                         | Engels: Heard Island and McDonald Islands                                                                     |
| Hongkong                      | Kroonkolonie                                                           | Engels: Hong Kong Kantonees: Hong Kong / 香港                                                                 |
| Jamaica                       | Kroonkolonie                                                           | Engels: Jamaica                                                                                               |
| Jarvis                        | Overzees bezit                                                         | Engels: Jarvis Island                                                                                         |
| Jersey                        | Brits Kroonbezit                                                       | Engels en Frans: Jersey                                                                                       |
| Johor                         | Protected state                                                        | Engels: Johor Maleis: Johor / جوهور                                                                           |
| Kedah                         | Protected state                                                        | Engels: Kedah Maleis: Kedah / قدح                                                                             |
| Kelantan                      | Protected state                                                        | Engels: Kelantan Maleis: Kelantan / كلنتن                                                                     |
| Koeweit                       | Protected state: Sjeikdom Koeweit                                      | Arabisch: al-Kuwayt / الكويت Engels: Kuwait                                                                   |
| Line-eilanden                 | Overzees bezit                                                         | Engels: Line Islands                                                                                          |
| Maldiven                      | Protectoraat: Sultanaat der Maldiven                                   | Engels: Maldive Islands                                                                                       |
| Malta                         | Kroonkolonie                                                           | Engels: Malta                                                                                                 |
| Man                           | Brits Kroonbezit                                                       | Engels: Isle of Man Manx-Gaelisch: Ellan Vannin                                                               |
| Mauritius                     | Kroonkolonie                                                           | Engels: Mauritius                                                                                             |
| Muscat en Oman                | Protected state: Sultanaat Muscat en Oman                              | Arabisch: Umān / عُمان Engels: Oman                                                                            |
| Nepal                         | Protectoraat: Koninkrijk Nepal                                         | Engels: Nepal Nepalees: Nepal / नेपाल                                                                           |
| Nigeria                       | Protectoraat en kroonkolonie                                           | Engels: Nigeria                                                                                               |
| Noord-Borneo                  | Protected state, formeel onder de suzereiniteit van het Sultanaat Sulu | Engels: North Borneo Maleis: Borneo Utara                                                                     |
| Noord-Rhodesië                | Eigendom van de British South Africa Company                           | Engels: Northern Rhodesia                                                                                     |
| Nyasaland                     | Protectoraat                                                           | Engels: Nyasaland                                                                                             |
| Oeganda                       | Protectoraat                                                           | Engels: Uganda                                                                                                |
| Perlis                        | Protected state                                                        | Engels: Perlis Maleis: Perlis / ﭬﺮليس                                                                         |
| Phoenixeilanden               | Overzees bezit                                                         | Engels: Phoenix Islands                                                                                       |
| Prins Edwardeilanden          | Overzees bezit                                                         | Engels: Prince Edward Islands                                                                                 |
| Qatar                         | Protected state                                                        | Arabisch: Qatar / قطر Engels: Qatar                                                                           |
| Sarawak                       | Protected state: Koninkrijk Sarawak                                    | Engels: Sarawak Maleis: Sarawak / سراوق                                                                       |
| Seychellen                    | Kroonkolonie                                                           | Engels: Seychelles                                                                                            |
| Sierra Leone                  | Kroonkolonie en protectoraat                                           | Engels: Sierra Leone                                                                                          |
| Sint-Helena                   | Kroonkolonie                                                           | Engels: Saint Helena                                                                                          |
| Straits Settlements           | Protectoraat                                                           | Chinees: Hǎixiá zhímíndì / 海峡殖民地 Engels: Straits Settlements Maleis: Negeri-Negeri Selat / نڬري-نڬري سلت |
| Swaziland                     | Protectoraat: Koninkrijk Swaziland                                     | Engels: Swaziland Swazi: eSwatini                                                                             |
| Terengganu                    | Protected state                                                        | Engels: Terengganu Maleis: Terengganu / ترڠڬانو                                                               |
| Tonga                         | Protected state: Koninkrijk Tonga                                      | Engels en Tongaans: Tonga                                                                                     |
| Trinidad en Tobago            | Kroonkolonie                                                           | Engels: Trinidad and Tobago                                                                                   |
| Tristan da Cunha              | Overzees bezit                                                         | Engels: Tristan da Cunha                                                                                      |
| Verdragsstaten                | Protected state                                                        | Arabisch: ولايات الساحل المتصالح Engels: Trucial States                                                       |
| Victorialand                  | Overzees bezit                                                         | Engels: Victoria Land                                                                                         |
| Zanzibar                      | Protectoraat: Sultanaat Zanzibar                                       | Arabisch: Zanjibār / زنجبار Engels: Zanzibar                                                                  |
| Zuid-Rhodesië                 | Eigendom van de British South Africa Company                           | Engels: Southern Rhodesia                                                                                     |

### Deense niet-onafhankelijke gebieden
Faeröer was een provincie van Denemarken en was dus eigenlijk een integraal onderdeel van dat land. Desondanks zijn de Faeröer wel in onderstaande lijst opgenomen, omdat het wel als apart afhankelijk gebied kan worden beschouwd.
| Korte landsnaam (Nederlands) | Status          | Korte landsnaam (oorspronkelijke taal/talen) |
| ---------------------------- | --------------- | -------------------------------------------- |
| Faeröer                      | Provincie       | Deens: Færøerne                              |
| Groenland                    | Kolonie         | Deens: Grønland                              |
| IJsland (tot 1 december)     | Autonoom gebied | Deens: Island IJslands: Ísland               |

### Duitse niet-onafhankelijke gebieden
| Korte landsnaam (Nederlands)                                   | Status                                                      | Korte landsnaam (oorspronkelijke taal/talen)                                                            |
| -------------------------------------------------------------- | ----------------------------------------------------------- | --- |
| Duits-Oost-Afrika                                              | Kolonie                                                     | Duits: Deutsch-Ostafrika                                                                                |
| Koerland en Semgallen (van 8 maart tot 22 september)           | Vazalstaat: Hertogdom Koerland en Semgallen                 | Duits: Kurland und Semgallen                                                                            |
| Krim (van 25 juni tot 14 november)                             | Protectoraat: Krimse Regionale Regering                     | Russisch: Krymskoe kraevoe pravitel'stvo / Крымское краевое правительство                               |
| Litouwen (van 23 maart tot 2 november)                         | Vazalstaat: Koninkrijk Litouwen                             | Litouws: Lietuva                                                                                        |
| Luxemburg (tot 22 november)                                    | Vazalstaat: Groothertogdom Luxemburg                        | Duits: Luxemburg Frans: Luxembourg                                                                      |
| Oekraïne (van 29 april tot 14 december)                        | Vazalstaat: Oekraïense Staat (Hetmanaat)                    | Oekraïens: Ukrajina / Україна                                                                           |
| Polen (tot 11 november)                                        | Vazalstaat: Koninkrijk Polen (Regentschapskoninkrijk Polen) | Duits: Polen Pools: Polska                                                                              |
| Verenigd Baltisch Hertogdom (van 22 september tot 18 november) | Vazalstaat: Verenigd Baltisch Hertogdom                     | Duits: Vereinigtes Baltisches Herzogtum Estisch: Balti Hertsogiriik Lets: Apvienotā Baltijas hercogiste |
| Wit-Rusland (vanaf 25 maart)                                   | Vazalstaat: Wit-Russische Nationale Republiek               | Wit-Russisch: Беларус / Belarus                                                                         |

### Ethiopische niet-onafhankelijke gebieden
| Korte landsnaam (Nederlands) | Status                       | Korte landsnaam (oorspronkelijke taal/talen) |
| ---------------------------- | ---------------------------- | -------------------------------------------- |
| Jimma                        | Vazalstaat: Koninkrijk Jimma | Afaan Oromo: Jimmaa                          |

### Finse niet-onafhankelijke gebieden
Åland maakte eigenlijk integraal onderdeel uit van Finland, maar had sinds de Vrede van Parijs (1856) een internationaal erkende speciale status.
| Korte landsnaam (Nederlands)             | Status                     | Korte landsnaam (oorspronkelijke taal/talen) |
| ---------------------------------------- | -------------------------- | -------------------------------------------- |
| Åland (tot 13 februari en vanaf oktober) | Gebied met speciale status | Zweeds: Åland                                |

### Franse niet-onafhankelijke gebieden
Frans-West-Afrika was een federatie van Franse koloniën bestaande uit Dahomey, Frans-Guinea, Ivoorkust, Mauritanië (een territorium), Niger (een militair territorium), Opper-Senegal en Niger en Senegal. Frans-Equatoriaal-Afrika was een kolonie die bestond uit vier territoria: Gabon, Midden-Congo, Oubangui-Chari en Tsjaad. De Unie van Indochina, ofwel Frans-Indochina, was een federatie die bestond uit het Protectoraat Cambodja, het Koninkrijk Laos, het Protectoraat Annam, het Protectoraat Tonkin en de kolonie Frans-Cochin-China. Algerije werd, met uitzondering van de zuidelijke territoria, bestuurd als een integraal onderdeel van Frankrijk, maar is wel apart in de lijst opgenomen. Wallis en Futuna werd bestuurd door de gouverneur van Nieuw-Caledonië, maar was geen onderdeel van de kolonie en is ook in de lijst opgenomen.
| Korte landsnaam (Nederlands) | Status                                                                 | Korte landsnaam (oorspronkelijke taal/talen) |
| ---------------------------- | ---------------------------------------------------------------------- | -------------------------------------------- |
| Adélieland                   | Overzees bezit                                                         | Frans: Terre Adélie                          |
| Algerije                     | Verzameling departementen en territoria                                | Frans: Algérie                               |
| Crozeteilanden               | Overzees bezit                                                         | Frans: Îles Crozet                           |
| Frans-Equatoriaal-Afrika     | Kolonie                                                                | Frans: Afrique équatoriale française         |
| Frans-Guyana                 | Kolonie                                                                | Frans: Guyane                                |
| Frans-Indië                  | Kolonie                                                                | Frans: Établissements français de l'Inde     |
| Frans-Madagaskar             | Kolonie                                                                | Frans: Madagascar                            |
| Frans-Marokko                | Protectoraat                                                           | Arabisch: al-Maghrib / المغرب Frans: Maroc   |
| Frans-Oceanië                | Kolonie                                                                | Frans: Océanie française                     |
| Frans-Somaliland             | Kolonie                                                                | Frans: Côte française des Somalis            |
| Frans-West-Afrika            | Kolonie                                                                | Frans: Afrique occidentale française         |
| Guadeloupe                   | Kolonie                                                                | Frans: Guadeloupe                            |
| Kerguelen                    | Overzees bezit                                                         | Frans: Îles Kerguelen                        |
| Martinique                   | Kolonie                                                                | Frans: Martinique                            |
| Nieuw-Caledonië              | Kolonie                                                                | Frans: Nouvelle-Calédonie                    |
| Réunion                      | Kolonie                                                                | Frans: Réunion                               |
| Saint-Paul en Amsterdam      | Overzees bezit                                                         | Frans: Saint-Paul-et-Amsterdam               |
| Saint-Pierre en Miquelon     | Kolonie                                                                | Frans: Saint-Pierre et Miquelon              |
| Tunesië                      | Protectoraat                                                           | Arabisch: Tūnis / تونس Frans: Tunisie        |
| Unie van Indochina           | Federatie van Franse koloniën en protectoraten: Indo-Chinese Federatie | Frans: Fédération indochinoise               |
| Wallis en Futuna             | Protectoraat                                                           | Frans: Wallis-et-Futuna                      |

### Italiaanse niet-onafhankelijke gebieden
| Korte landsnaam (Nederlands) | Status  | Korte landsnaam (oorspronkelijke taal/talen) |
| ---------------------------- | ------- | -------------------------------------------- |
| Italiaans-Eritrea            | Kolonie | Italiaans: Eritrea                           |
| Italiaans-Noord-Afrika       | Kolonie | Italiaans: Africa Settentrionale Italiana    |
| Italiaans-Somaliland         | Kolonie | Italiaans: Somalia Italiana                  |

### Japanse niet-onafhankelijke gebieden
| Korte landsnaam (Nederlands) | Status             | Korte landsnaam (oorspronkelijke taal/talen)  |
| ---------------------------- | ------------------ | --------------------------------------------- |
| Korea                        | Afhankelijk gebied | Japans: Chōsen / 朝鮮 Koreaans: Chosŏn / 한국 |
| Taiwan                       | Afhankelijk gebied | Chinees: Táiwān / 臺灣 Japans: Taiwan / 台湾  |

### Nederlandse niet-onafhankelijke gebieden
| Korte landsnaam (Nederlands) | Status  | Korte landsnaam (oorspronkelijke taal/talen) |
| ---------------------------- | ------- | -------------------------------------------- |
| Curaçao                      | Kolonie | Nederlands: Curaçao en Onderhorigheden       |
| Nederlands-Indië             | Kolonie | Nederlands: Nederlandsch-Indië               |
| Suriname                     | Kolonie | Nederlands: Suriname                         |

### Nieuw-Zeelandse niet-onafhankelijke gebieden
| Korte landsnaam (Nederlands) | Status             | Korte landsnaam (oorspronkelijke taal/talen) |
| ---------------------------- | ------------------ | -------------------------------------------- |
| Cookeilanden                 | Afhankelijk gebied | Engels: Cook Islands                         |
| Niue                         | Afhankelijk gebied | Engels: Niue                                 |

### Noorse niet-onafhankelijke gebieden
| Korte landsnaam (Nederlands) | Status         | Korte landsnaam (oorspronkelijke taal/talen) |
| ---------------------------- | -------------- | -------------------------------------------- |
| Sverdrup-eilanden            | Overzees bezit | Noors: Sverdrupøyene                         |

### Ottomaanse niet-onafhankelijke gebieden
| Korte landsnaam (Nederlands) | Status                                                               | Korte landsnaam (oorspronkelijke taal/talen)                  |
| ---------------------------- | -------------------------------------------------------------------- | ------------------------------------------------------------- |
| Kars (vanaf 1 december)      | Vazalstaat: Republiek Kars / Regering van de Zuidwestelijke Kaukasus | Osmaans: Cenub-ı Garbi Kafkas Hükûmet-i Muvakkate-i Milliyesi |

### Portugese niet-onafhankelijke gebieden
| Korte landsnaam (Nederlands)                | Status                                             | Korte landsnaam (oorspronkelijke taal/talen) |
| ------------------------------------------- | -------------------------------------------------- | -------------------------------------------- |
| Cabo Delgado en Niassa                      | Gebied onder beheer van de Companhia do Niassa     | Portugees: Cabo Delgado e Niassa             |
| Kaapverdië                                  | Kolonie                                            | Portugees: Cabo Verde                        |
| Macau                                       | Kolonie                                            | Portugees: Macau                             |
| Manica en Sofala                            | Gebied onder beheer van de Companhia de Moçambique | Portugees: Manica e Sofala                   |
| Portugees-Guinea                            | Kolonie                                            | Portugees: Guiné Portuguesa                  |
| Portugees-Indië (ook wel: Goa)              | Kolonie                                            | Portugees: Estado da Índia Portuguesa        |
| Portugees-Oost-Afrika (ook wel: Mozambique) | Kolonie                                            | Portugees: África Oriental Portuguesa        |
| Portugees-Timor                             | Kolonie                                            | Portugees: Timor Português                   |
| Portugees-West-Afrika (ook wel: Angola)     | Kolonie                                            | Portugees: África Ocidental Portuguesa       |
| Sao Tomé en Principe                        | Kolonie                                            | Portugees: São Tomé e Príncipe               |

### Russische niet-onafhankelijke gebieden
Åland werd tot 4 januari ook geclaimd door Rusland, maar Åland was een gebied met een internationaal erkende speciale status dat toebehoorde aan Finland.
| Korte landsnaam (Nederlands)                             | Status                                                                                      | Korte landsnaam (oorspronkelijke taal/talen)                 |
| -------------------------------------------------------- | ------------------------------------------------------------------------------------------- | ------------------------------------------------------------ |
| Boechara                                                 | Protectoraat: Emiraat Boechara                                                              | Oezbeeks: Buxoro / Бухоро Russisch: Бухара́ Tadzjieks: Бухоро |
| Donetsk-Krivoj Rog (van 12 februari tot 20 maart)        | Vazalstaat: Sovjetrepubliek Donetsk-Krivoj Rog                                              | Russisch: Донецко-Криворожская советская республика          |
| Estland (vanaf 29 november)                              | Vazalstaat: Gemeenschap van Arbeiders van Estland                                           | Estisch: Eesti Russisch: Эстония                             |
| Letland (vanaf 17 december)                              | Vazalstaat: Letse Socialistische Sovjetrepubliek                                            | Lets: Latvija Russisch: Ла́твия                               |
| Litouwen (vanaf 16 december)                             | Vazalstaat: Litouwse Socialistische Sovjetrepubliek                                         | Litouws: Lietuva Russisch: Литва́                             |
| Oekraïne                                                 | Vazalstaat: Sovjetrepubliek Oekraïne                                                        | Oekraïens: Ukrajina / Україна Russisch: Украи́на              |
| Siberië: Vladivostok (vanaf 29 juni)                     | Vazalstaat: Sociaal-revolutionaire-mensjewistische Voorlopige Regering van Autonoom Siberië | Russisch: Временное Сибирское правительство                  |
| Taurida (van 19 maart tot 18 april)                      | Taurida Socialistische Sovjetrepubliek                                                      | Russisch: SSR Tavridy /ССР Тавриды                           |
| Voorlopige Regering van Alle Russen (vanaf 23 september) | Voorlopige Regering van Alle Russen                                                         | Russisch: Временное Всероссийское правительство              |
| Xiva                                                     | Protectoraat: Kanaat Xiva                                                                   | Oezbeeks en Russisch: Chiva / Хива Perzisch: Chiveh / خیوه   |

### Spaanse niet-onafhankelijke gebieden
| Korte landsnaam (Nederlands) | Status         | Korte landsnaam (oorspronkelijke taal/talen)                                  |
| ---------------------------- | -------------- | ----------------------------------------------------------------------------- |
| Fernando Poo                 | Kolonie        | Spaans: Fernando Pó                                                           |
| Ifni                         | Protectoraat   | Spaans: Ifni                                                                  |
| Río de Oro                   | Protectoraat   | Spaans: Río de Oro                                                            |
| Río Muni                     | Kolonie        | Spaans: Río Muni                                                              |
| Saguia el Hamra              | Overzees bezit | Spaans: Saguia el Hamra                                                       |
| Spaans-Marokko               | Protectoraat   | Arabisch: Isbāniyā fi-l-Magrib / إسبَانِيَا بالمَغْربْ Spaans: Español de Marruecos |